# モノク
モノク（Monok）とは、ハンガリーのボルショド・アバウーイ・ゼンプレーン県にある小さな田舎町である。
面積は41.98 km2 (16.2 sq mi)で、人口密度は41.49/km2(107.5/sq mi)。
電話番号は47で、緯度は北緯48.21020, 東経21.14772。
時間帯はヨーロッパ中央時間帯のCETで、UTC+1で夏時間の時は+2になる。

## 出身人物
- コシュート・ラヨシュ
- アレキサンダー・リヒトマン(Alexander Lichtman)